# Ламастр (кантон)
Лама́стр (фр. Lamastre) — кантон во Франции, находится в регионе Рона — Альпы, департамент Ардеш. Входит в состав округа Турнон-сюр-Рон.
Код INSEE кантона — 0810. Всего в кантон Ламастр входит 9 коммун, из них главной коммуной является Ламастр.

## Коммуны кантона

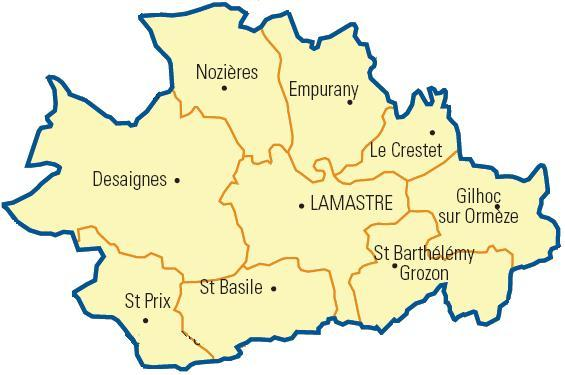
Карта кантона

| Коммуна              | Население, чел. (2006) | Почтовый индекс | Код INSEE |
| -------------------- | ---------------------- | --------------- | --------- |
| Дезень               | 1 105                  | 07570           | 07079     |
| Жильок-сюр-Ормез     | 387                    | 07270           | 07095     |
| Ламастр              | 2 467                  | 07270           | 07129     |
| Ле-Кресте            | 510                    | 07270           | 07073     |
| Нозьер               | 258                    | 07270           | 07166     |
| Сен-Базиль           | 279                    | 07270           | 07218     |
| Сен-Бартелеми-Грозон | 469                    | 07270           | 07216     |
| Сен-При              | 250                    | 07270           | 07290     |
| Эмпюрани             | 492                    | 07270           | 07085     |

## Население
Население кантона на 2006 год составляло 6 437 человек.
| 1962  | 1968  | 1975  | 1982  | 1990  | 1999  | 2006  | 2007 | 2008 |
| ----- | ----- | ----- | ----- | ----- | ----- | ----- | ---- | ---- |
| 7 771 | 8 395 | 7 555 | 7 165 | 6 520 | 6 217 | 6 437 | —    | —    |